# Krigler—Najarov sindrom
Krigler—Najarov sindrom ili Sindrom Krigler—Najar (engl. Crigler–Najjar syndrome ili CNS) redak je nasledni poremećaj  metabolizma bilirubina, koji se hemijski formira razlaganjem hema u crvenim krvnim zrncima. Poremećaj dovodi do formiranja nehemolitičke žutice, pri kojoj se javljaju visoki nivoi nekonjugovanog bilirubina i često dolazi do oštećenja mozga kod odojčadi. Bolest se nasleđuje u autozomalno recesivnom maniru.
Ovaj sindrom se deli u tip I i II, pri čemu se ovaj kasniji ponekad naziva Arijasovim sindromom. Ova dva tipa, zajedno sa Gilbertovim sindromom, Dubin—Džonsonovim sindromom i Rotorovim sindromom, su pet poznatih naslednih defekata u biliribinskom metabolizmu. Za razliku od Gilbertovog sindroma, samo par stotina CNS slučajeva je poznato.

## Spoljašnje veze
- Info and links related to Crigler–Najjar
- Girl, nine, sleeps under UV lights to avoid turning yellow
- Crigler–Najjar syndrome, type 1 at NIH's Office of Rare Diseases
- Crigler–Najjar syndrome, type 2 at NIH's Office of Rare Diseases

|  | Molimo Vas, obratite pažnju na važno upozorenje u vezi sa temama iz oblasti medicine (zdravlja). |